# William Richard Hamilton
Sir William Richard Hamilton, FRS (Londra, 9 gennaio 1777 – Londra, 11 luglio 1859), è stato un antiquario, esploratore e diplomatico britannico.

## Biografia
Nato a Londra nei pressi di St Martin-in-the-Fields, Hamilton era il terzo figlio del Rev. Anthony Hamilton, arcidiacono di Colchester e di Anne, figlia di Richard Terrick, vescovo di Londra.
Studiò presso la Harrow School e il St John's College di Cambridge.
Nel 1799 fu nominato caposegretario privato di Thomas Bruce, VII conte di Elgin, che era stato nominato ambasciatore a Costantinopoli. Fu in Egitto quando i Britannici lo presero ai Francesi; prese possesso della Stele di Rosetta e sovrintese al suo trasporto in Inghilterra.
Dopo aver compiuto un viaggio risalendo lungo il Nilo, nel 1809 pubblicò un'opera ben nota nell'ambito dell'Egittologia: Aegyptiaca.
Sovrintese anche al trasferimento a Londra dei fregi del Partenone di Atene.
Nel 1803, finito l'incarico di ambasciatore di Lord Elgin, rientrò a Londra.
Dal 1809 al 1822 Hamilton fu sottosegretario permanente del Foreign Office (a lui si deve l'inserimento nel secondo Trattato di Parigi del 1815 del codicillo in base al quale si restituivano all'Italia tutte le opere d'arte prelevate dai Francesi) e dal 1822 al 1825 fu ministro e inviato plenipotenziario presso il Regno delle Due Sicilie.
Nel 1830 succedette a Sir Thomas Lawrence come segretario della Society of Dilettanti, incarico che conservò fino alla sua morte nel 1859.
Nel 1833 partecipò alla fondazione della Royal Geographical Society, di cui fu anche presidente. Nel 1838 divenne curatore del British Museum.
Nel 1804 sposò Juliana Udny d'Aberdeen, da cui ebbe 6 figli e una figlia, fra i quali vi erano il geologo William John Hamilton e il militare Frederick William Hamilton.